# Lista (választások)
A választási lista egy választáson induló jelöltek (általában sorrendbe állított) csoportja, amely rendszerint arányos vagy vegyes választási rendszerekben használatos, de néhány többségi szavazási módszerben is alkalmazható. A választási listát általában politikai pártok állítanak, vagy független jelöltek csoportját alkothatja. A listák lehetnek nyíltak, ilyenkor a választóknak némi befolyásuk van a nyertes jelöltek rangsorára, vagy zártak, ebben az esetben a jelöltek sorrendjét a lista rögzítésekor rögzítik.
A pártlistás arányos képviseleti rendszerekhez választási listákra van szükség.
A választási lista az alkalmazandó jelölési és választási szabályok  szerint készül. A választás típusától függően egy politikai párt, közgyűlés vagy elnökségi ülés választhat vagy nevezhet ki jelölőbizottságot, amely összeállítja, és ha szükséges, preferenciáik szerint rangsorolja a listás jelölteket. A végzettség, a népszerűség, a nem, az életkor, a földrajz és a foglalkozás mint szempontok befolyásolhatják a bizottság munkáját. A bizottság által javasolt listát ezután egy kiválasztási ülésen módosítani lehet, ahol új jelölteket lehet felvenni, vagy meglévő jelölteket áthelyezni vagy törölni a listáról.  A belső folyamat végén a végleges lista nyilvánosságra kerül. A névjegyzék a választópolgárok által a választáson leadott szavazólapra, vagy külön választói tájékoztatóra nyomtatható.

## Cserelisták
Amikor egy megválasztott képviselő mandátuma megüresedik, a pártlistás arányos rendszerben az alkalmi megüresedést jellemzően a távozott képviselő listáján a legmagasabb rangú jelölt tölti be, akit még nem választottak meg. Személyes vagy pártstratégiai okokból ez a személy dönthet úgy, hogy átengedi a helyét egy alacsonyabb helyen álló kollégának.
Cserelistákat néha az egyetlen átruházható szavazatos választási rendszerben is alkalmaznak megüresedett mandátumok betöltésére. Példa erre az európai parlamenti választások rendszere Írországban 1984 óta.

## Fordítás
Ez a szócikk részben vagy egészben  az   Electoral list című angol Wikipédia-szócikk ezen változatának fordításán alapul.  Az eredeti cikk szerkesztőit annak laptörténete sorolja fel. Ez a jelzés csupán a megfogalmazás eredetét és a szerzői jogokat jelzi, nem szolgál a cikkben szereplő információk forrásmegjelöléseként.
 